# 礁湖星雲
礁湖星雲（也稱為梅西耶8或M8、NGC 6523、沙普利斯25、RCW 146、和古姆72）是位於人馬座的一個巨大星際雲。它被歸類為發射星雲和氫離子區。
礁湖星雲是喬瓦尼·巴蒂斯塔·奧迪耶納在1654年之前發現的，並且是北半球中緯度地區以肉眼隱約可以看見的兩個恆星形成區之一。用雙筒望遠鏡觀察，它看起來是一個明顯的橢圓形雲狀斑塊，並有明確的核心。

## 特徵
估計礁湖星距離地球在4,000〜6,000光年。在天球上，它的跨度為90′X 40′，也就是說實際的尺寸是110 X 50光年。像許多星雲一樣，在長時間曝光的彩色照片中，它看起來是粉紅色的，但人眼通過雙筒望遠鏡或望遠鏡觀察時是灰色的，這是因為人類的視覺感知在低光照下對顏色的敏感度很差。這個星雲中有許多包克雲球（黑暗、坍塌的原恆星物質），其中最突出的被E.E.巴納德收錄在他編輯的目錄中，編為B88、B89和B296。
礁湖星雲還包含一個由一顆O型星引起的漏斗狀或龍捲風狀結構，在星雲表面輻射出紫外線，加熱和電離氣體。礁湖星雲的中心還包含一個由約翰·赫歇爾命名，稱為沙漏星雲的結構；不要將它與蒼蠅座的沙漏星雲混淆在一起。在 2006年，在沙漏星雲中檢出最初的4個赫比格-哈羅天體，其中一個就是HH 870。這提供了恆星是通過吸積作用形成的第一個證據。

## 科幻小說
在星際大爭霸（2004年電視連續劇）有兩季家的劇情，以礁湖星雲做確認地球的指標。
礁湖星雲 (科幻)

## 圖集

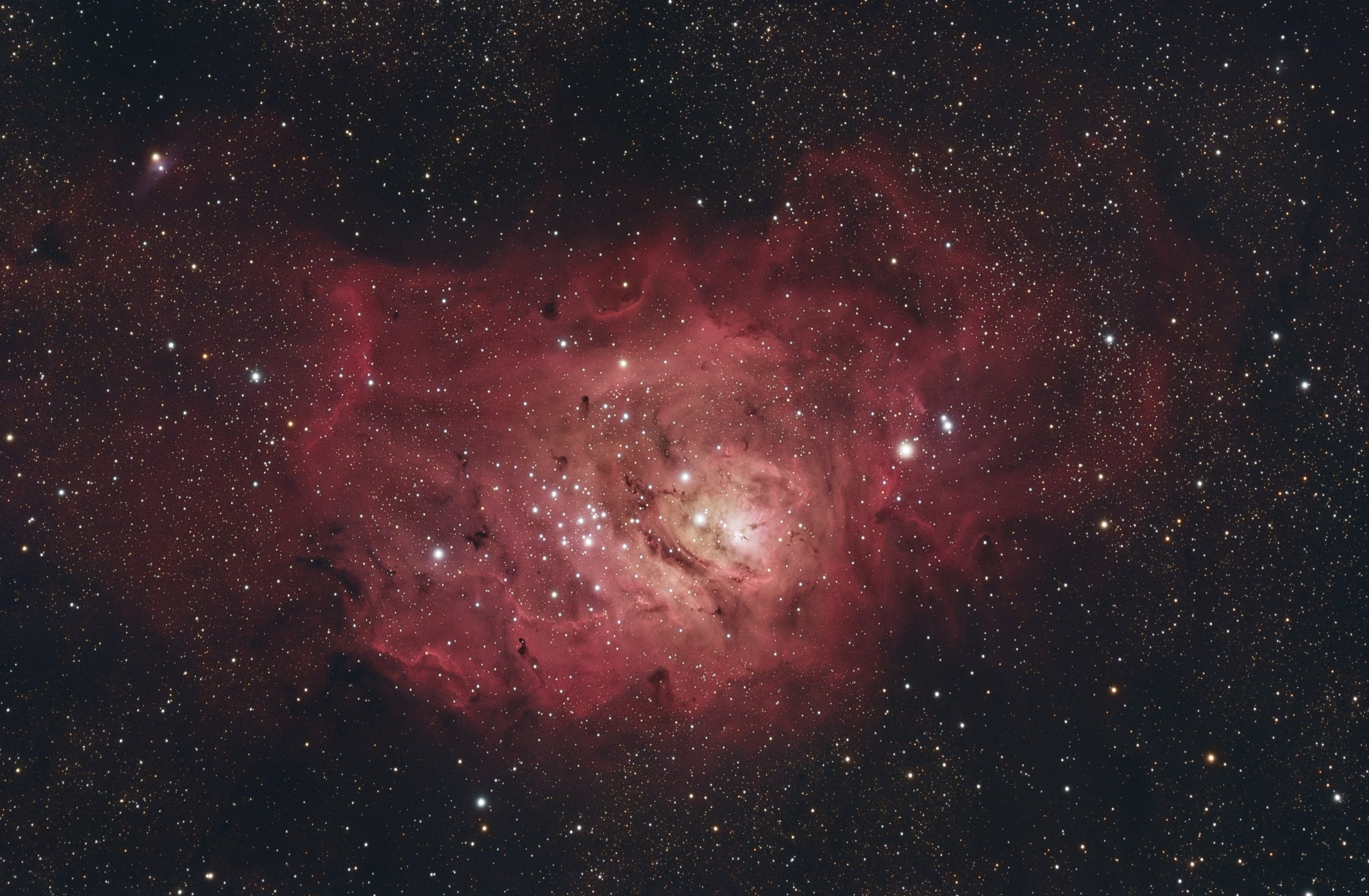
天文愛好者拍攝的礁湖星雲。
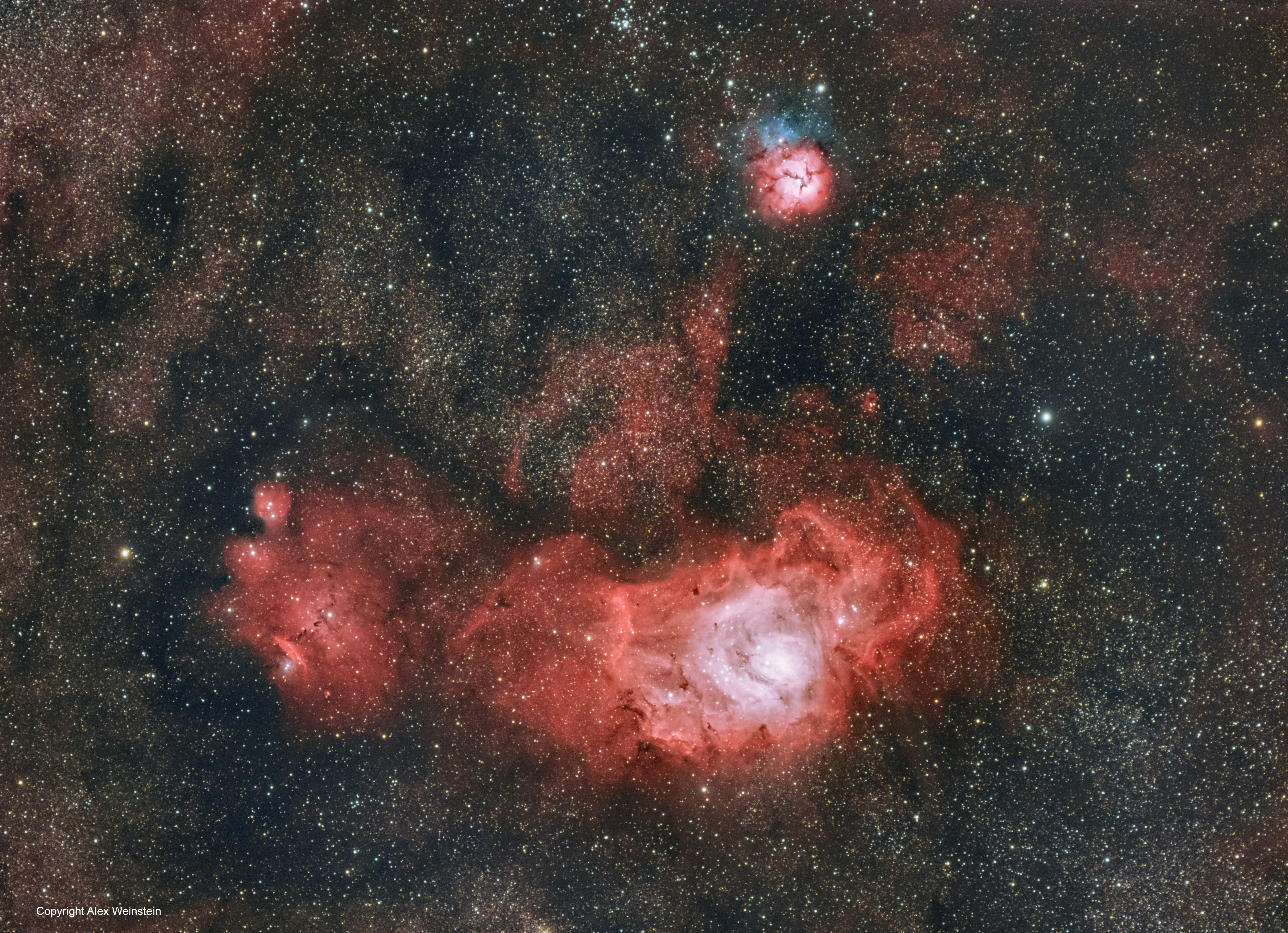
洛杉磯的業餘天文學家亞歷克斯·溫斯坦（Alex Weinstein）拍攝的礁湖星雲和三裂星雲。
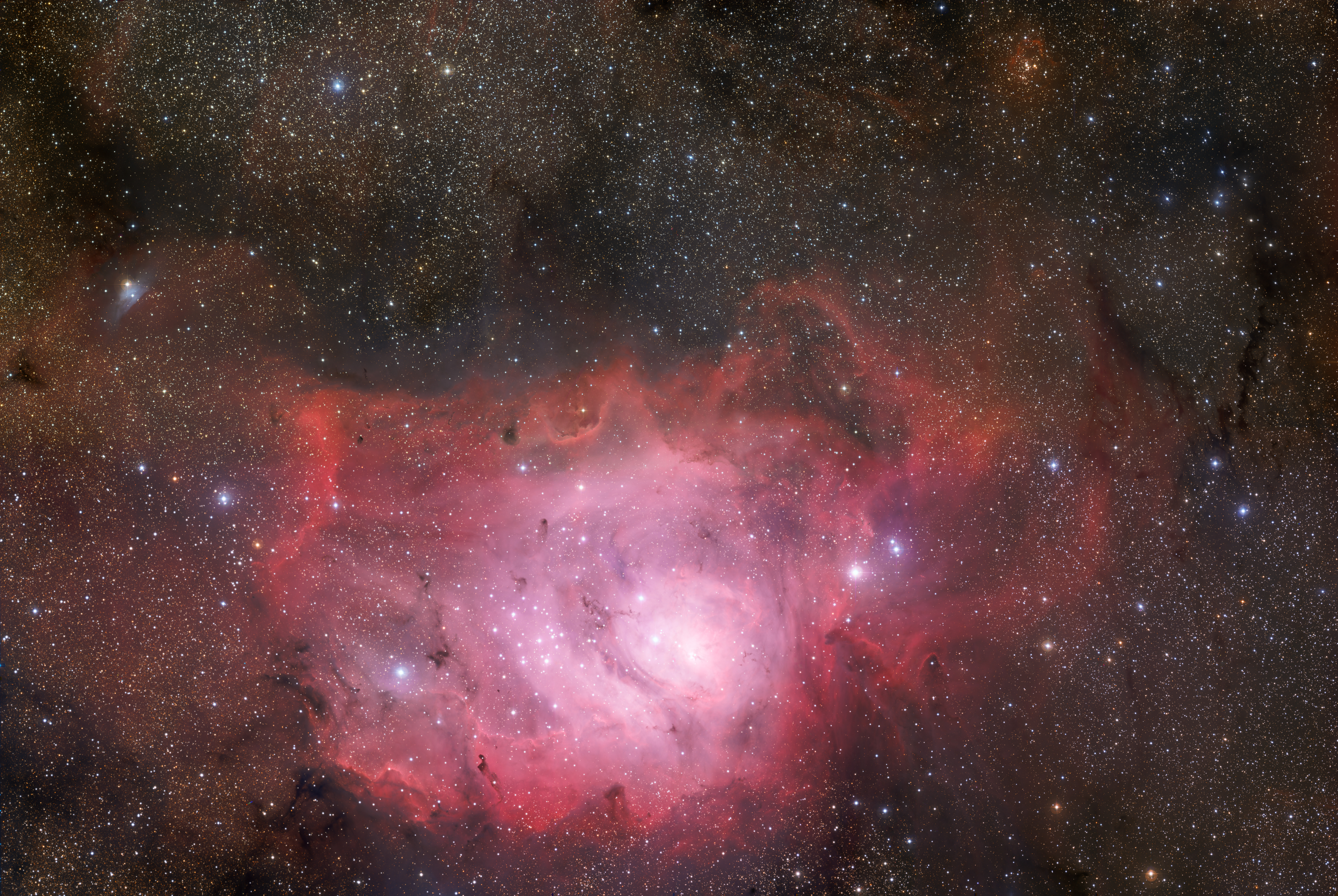
拉西亚天文台拍摄的礁湖星云的景色
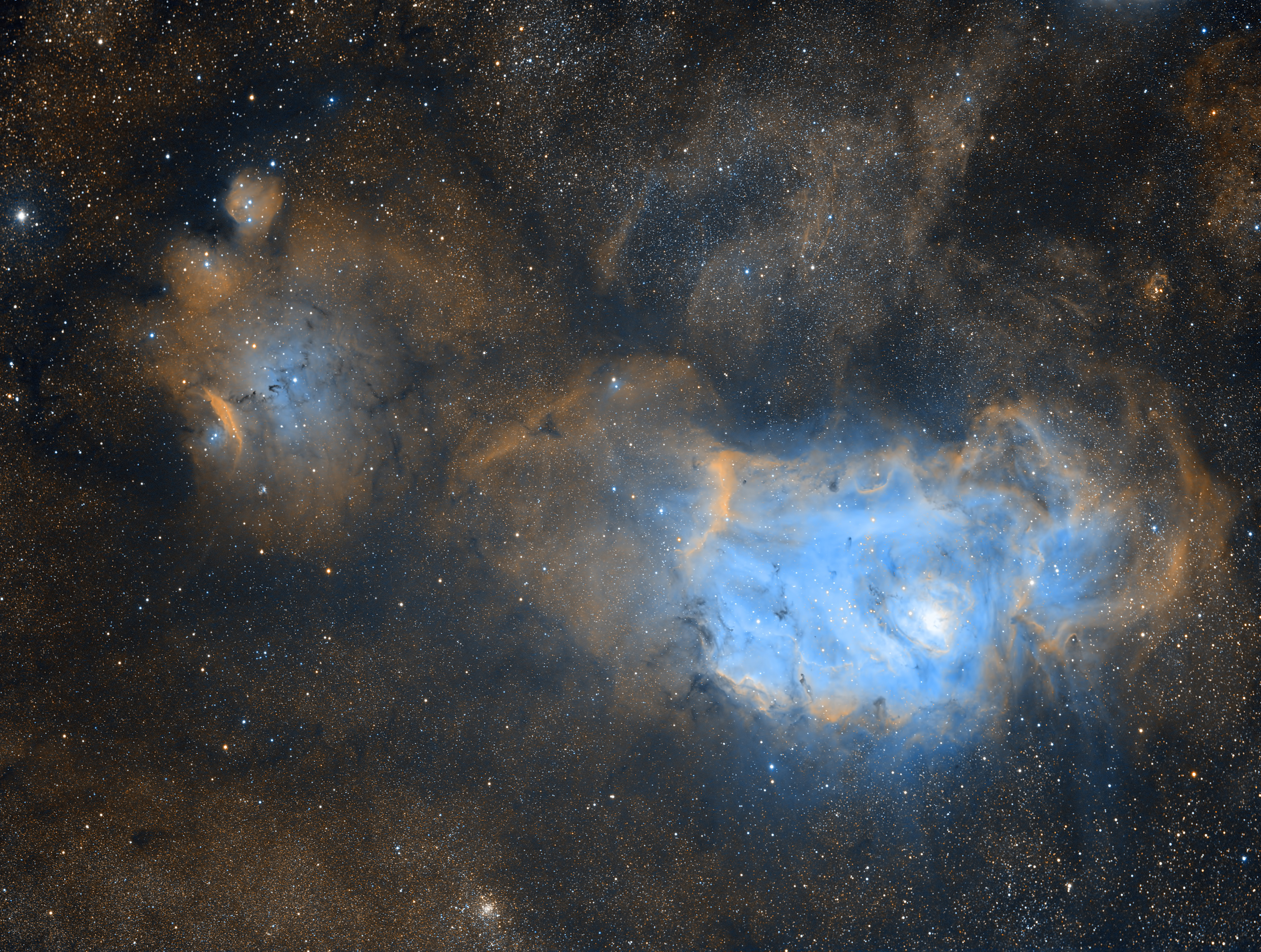
迪倫·奧唐納（Dylan O'Donnell）以窄頻拍攝的礁湖星雲。
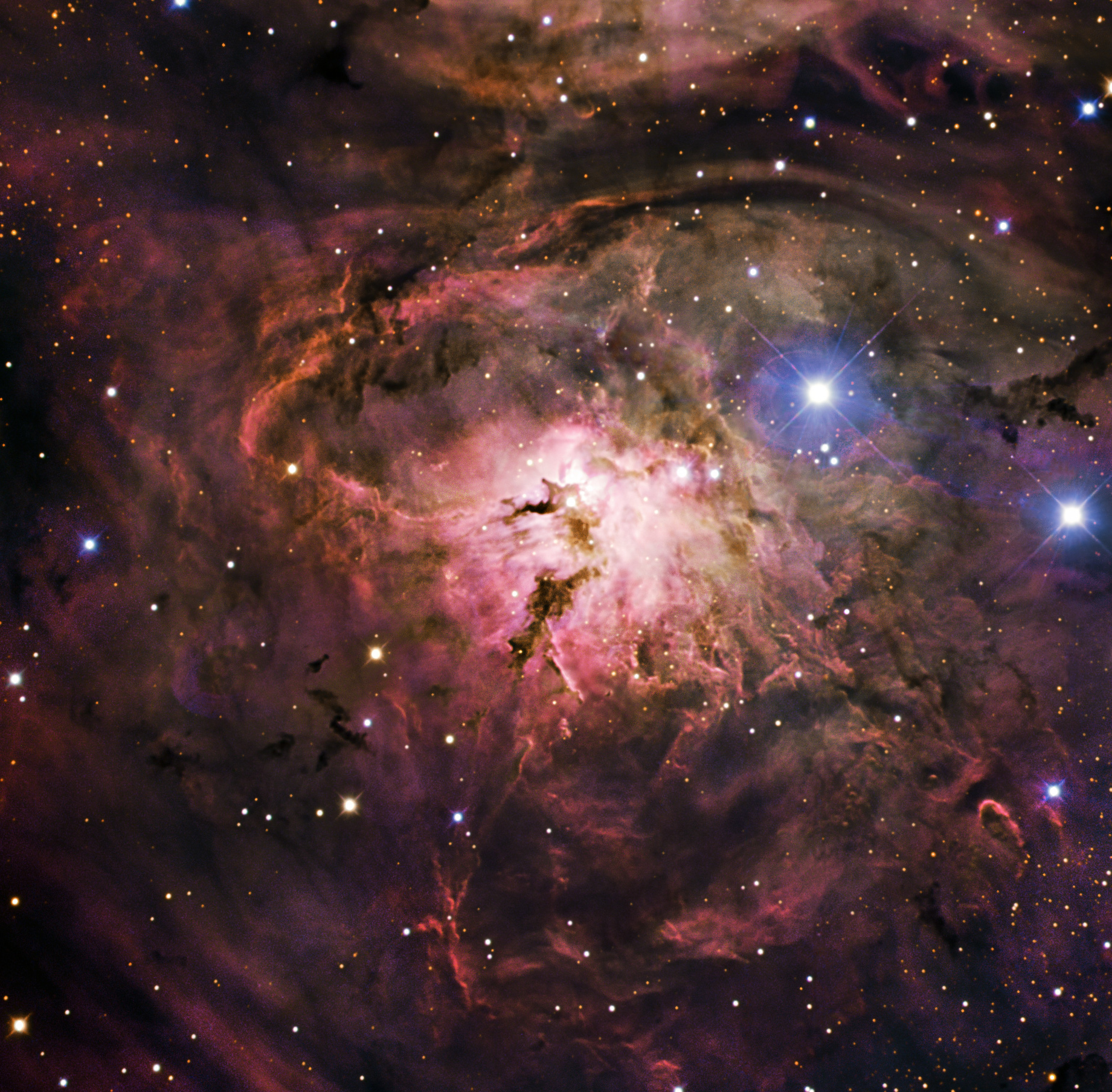
拉西亚天文台拍摄的礁湖星云的景色
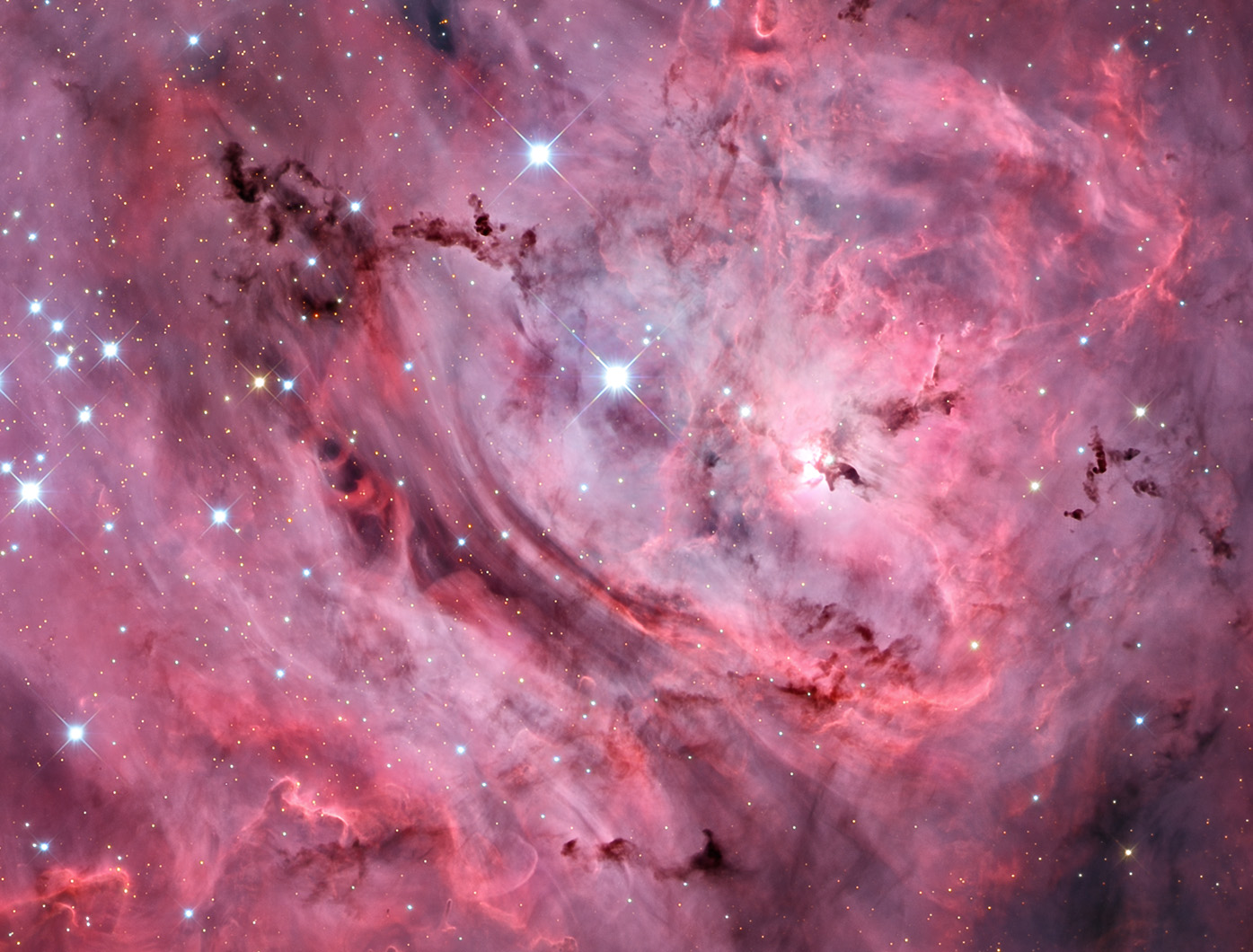
天文愛好者拍攝的礁湖星雲。
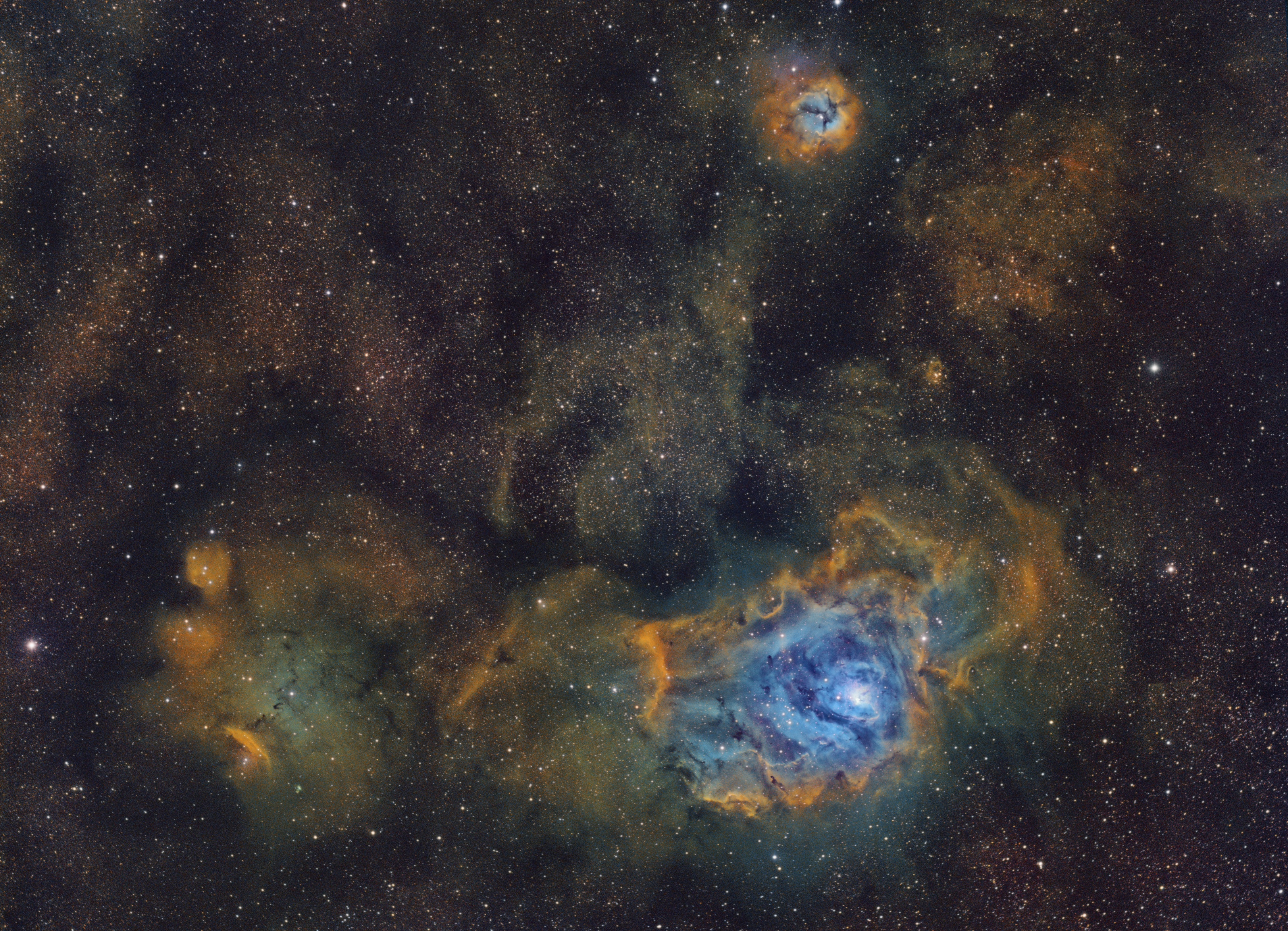
天文愛好者拍攝的礁湖星雲。
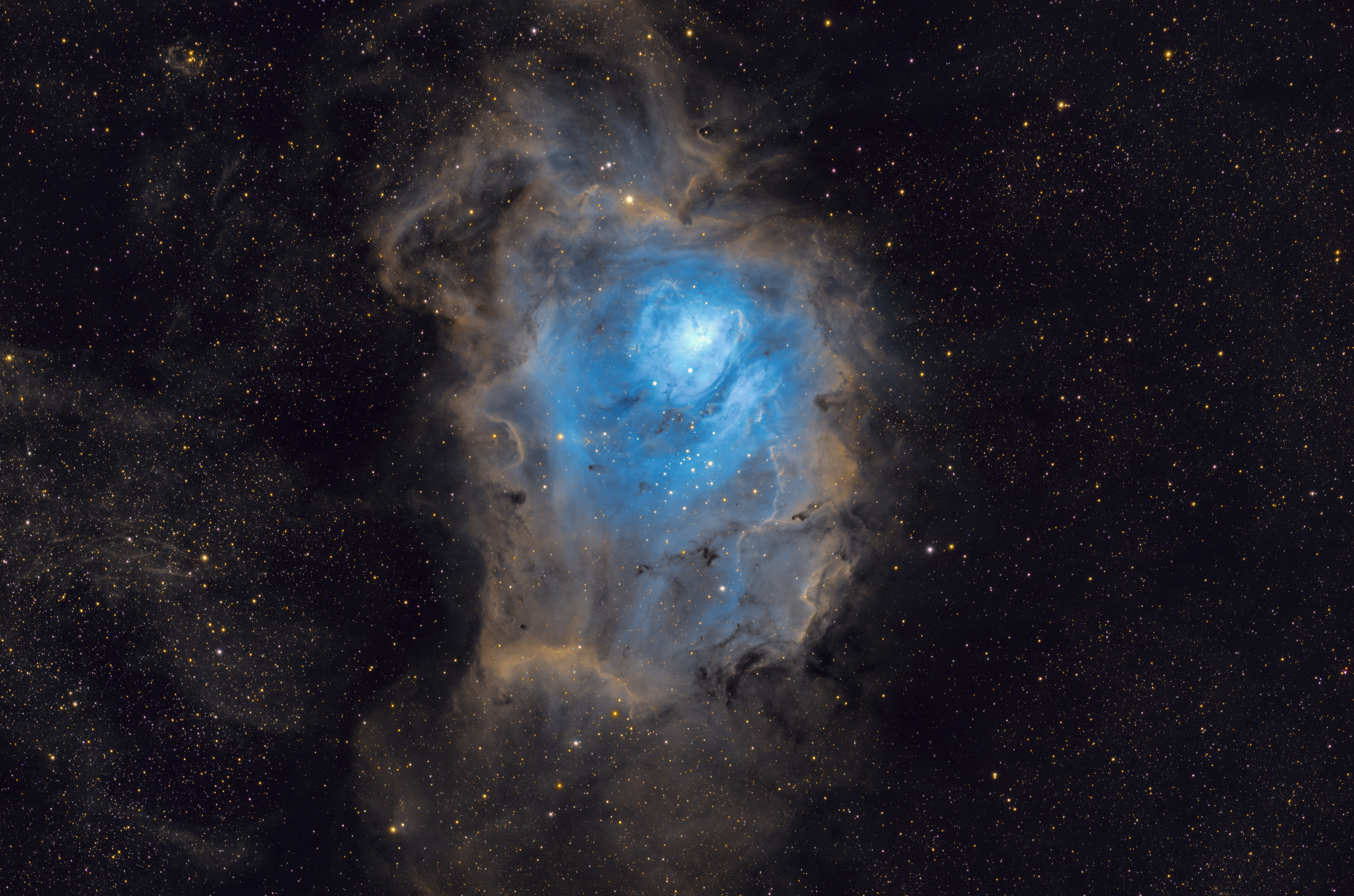
天文爱好者巴兹·朱马（Buzz Jumaah）拍摄的礁湖星雲
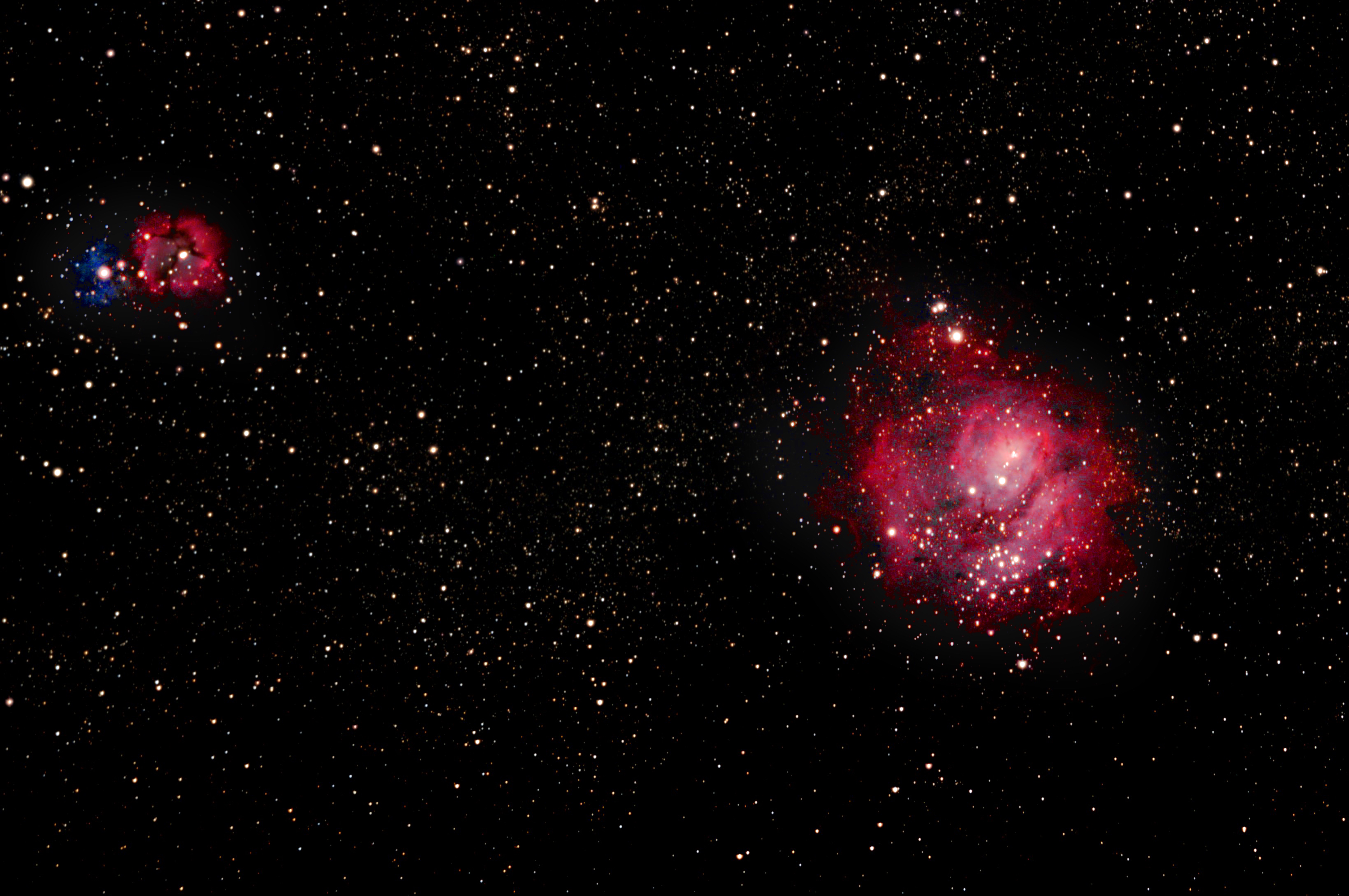
加里·鐘斯（Gary JONES）拍攝的礁湖星雲（M8）和三裂星雲（M20）。

## 外部連結
- Breaking Waves in the Stellar Lagoon （页面存档备份，存于） — ESA/Hubble Photo Release
- Messier 8, SEDS Messier pages （页面存档备份，存于）
- NightSkyInfo.com - M8, the Lagoon Nebula （页面存档备份，存于）
- Messier 8, Pete's Astrophotography Gallery （页面存档备份，存于）
- Messier 8, Lagoon Nebula, Map
- Astronomy Picture of the Day (APOD): Lagoon Nebula （页面存档备份，存于）  （页面存档备份，存于）
- The Scale of the Universe （页面存档备份，存于） (Astronomy Picture of the Day 2012 March 12)
- WikiSky上关于The Lagoon Nebula的内容：DSS2, SDSS, GALEX, IRAS, 氢α, X射线, 天文照片, 天图, 文章和图片
- Lagoon Nebula (M8) on Constellation Guide （页面存档备份，存于）
- （页面存档备份，存于） 7/30/2015 Photo release Hubble Space Telescope